# Karl Hass
Karl Hass (Kiel, 5 oktober 1912 - Genève, 21 april 2004) was een Duitse oorlogsmisdadiger en SS-officier. Hij was samen met Erich Priebke op 24 maart 1944 betrokken bij de moordpartij op 335 Italiaanse burgers in de Ardeatine-grotten bij Rome. 
Na de Tweede Wereldoorlog werd hij opgepakt door de geallieerden, maar werd al snel door de VS ingezet om te spioneren tegen de Sovjet-Unie. 
Toen Hass vernam dat Erich Priebke was opgepakt in Argentinië, wilde hij tegen hem getuigen zodat hij zelf zijn straf zou ontlopen. Maar de dag voordat hij zou getuigen, bedacht hij zich en wilde uit zijn hotel vluchten, waarbij hij van het balkon viel en zich ernstig verwondde. 
In het ziekenhuis legde hij alsnog een getuigenverklaring af en zei, dat hij slechts twee burgers had gedood en alleen de bevelen opvolgde. 
Maar door zijn vluchtpoging had hij zijn strafrechtelijke immuniteit verloren en werd hij alsnog voor de rechter gesleept. In 1998 werd hij in Italië veroordeeld tot een levenslange gevangenisstraf. 
Deze straf mocht Karl Hass vanwege zijn zwakke gezondheid in de Zwitserse stad Genève uitzitten, waar hij in 2004 op 91-jarige leeftijd aan een hartinfarct overleed.

## Carrière
- SS-Sturmbannführer: 9 november 1941[1]

## Lidmaatschapsnummer
- NSDAP-nr.: 4 583 147[1]
- SS-nr.: 117 557[1]

## Onderscheidingen
- SS-Ehrenring[1]